# 공손신
공손 신(公孫臣, ? ~ ?)은 전한 초기의 학자로, 노국 사람이다.

## 행적
문제 12년(기원전 168년), 공손신은 문제에게 글을 올렸다.
| “ | 당초 진나라는 수덕(水德)을 얻었고, 지금 한나라는 그것을 이었습니다. 오덕(五德)이 순환하여 전하는 도리를 보건대 한나라는 마땅히 토덕(土德)을 받게 되니, 토덕을 받은 감응으로 황룡(黃龍)이 나타날 것입니다. 마땅히 역법을 개정하고 복식의 색깔을 바꾸며, 황색을 숭상해야 합니다. | ” |

한편 승상 장창은 율력에 관한 학문을 좋아하였는데, 그는 한나라가 수덕(水德)에서 비롯하였다고 여겨 하수(河水)의 제방이 터진 것이 그 징조라고 주장하였다.
3년 후 성기(成紀) 땅에서 황룡이 출현하니, 문제는 공손신을 불러 박사(博士)로 삼고 유생들과 함께 역법과 복식을 개정토록 하였다. 장창은 부끄럽게 여겨 병을 칭하고 집에서 지냈다.

## 출전
- 사마천, 《사기》 권10 효문본기 · 권28 봉선서 · 권96 장승상열전